# Vanhoeffenura torbeni
Vanhoeffenura torbeni là một loài chân đều trong họ Munnopsidae. Loài này được George miêu tả khoa học năm 1987.